# 染木树属
染木树属（学名：Saprosma）是茜草科下的一个属，为灌木植物。该属共有30种，分布于热带亚洲。中国有5种，见于云南和海南。